# 近森病院
社会医療法人近森会近森病院（しゃかいいりょうほうじんちかもりかいちかもりびょういん）は、高知県高知市にある医療機関。
開院当初より救急医療を中心とした診療を行い、現在は北米型ERシステムならびにヘリポートを導入、救急車の搬入件数は年間7000件を超える中四国有数の高度急性期病院である。
また、地方の民間病院でありながら全国的にも先駆けてチーム医療の推進に努めており、各職種がそれぞれの専門性を高め、自立自動しアプローチすることで質の高い医療を提供することを目指している。他にも栄養サポートチーム（NST）や回復期リハの診療報酬のモデルケースとしても著名であり、今や国内の他医療機関からの見学希望も多い病院となっている。

## 沿革

### 年表
- 1946年（昭和21年）12月24日 - 近森外科開院
- 1949年（昭和24年）6月 - 近森病院の開設許可
- 1949年（昭和24年）9月 - 新病院新築落成
- 1950年（昭和25年）10月 - 有限会社近森病院設立
- 1951年（昭和26年）9月 - 医療法人として許可された。
- 1989年（平成1年）12月 - 近森リハビリテーション病院開院
- 2007年（平成19年） - ドクターカー運用開始[2]

- 2007年（平成19年）10月 - 近森オルソリハビリテーション病院開院
- 2009年（平成21年）7月31日 - DMAT協定締結[3]
- 2009年（平成21年）9月11日 - 災害拠点病院に指定[4]

- 2010年（平成22年）1月1日 - 社会医療法人へ変更
- 2011年（平成23年）5月16日 - 救命救急センターに指定
- 2014年（平成26年）9月1日 - 本館屋上ヘリポート運用開始。[5]

## 近森会グループ

### 社会医療法人近森会
- 近森病院(一般452床、精神60床)
- 高知メンタルリハビリテーションセンター
- 近森リハビリテーション病院(回復期リハ180床)

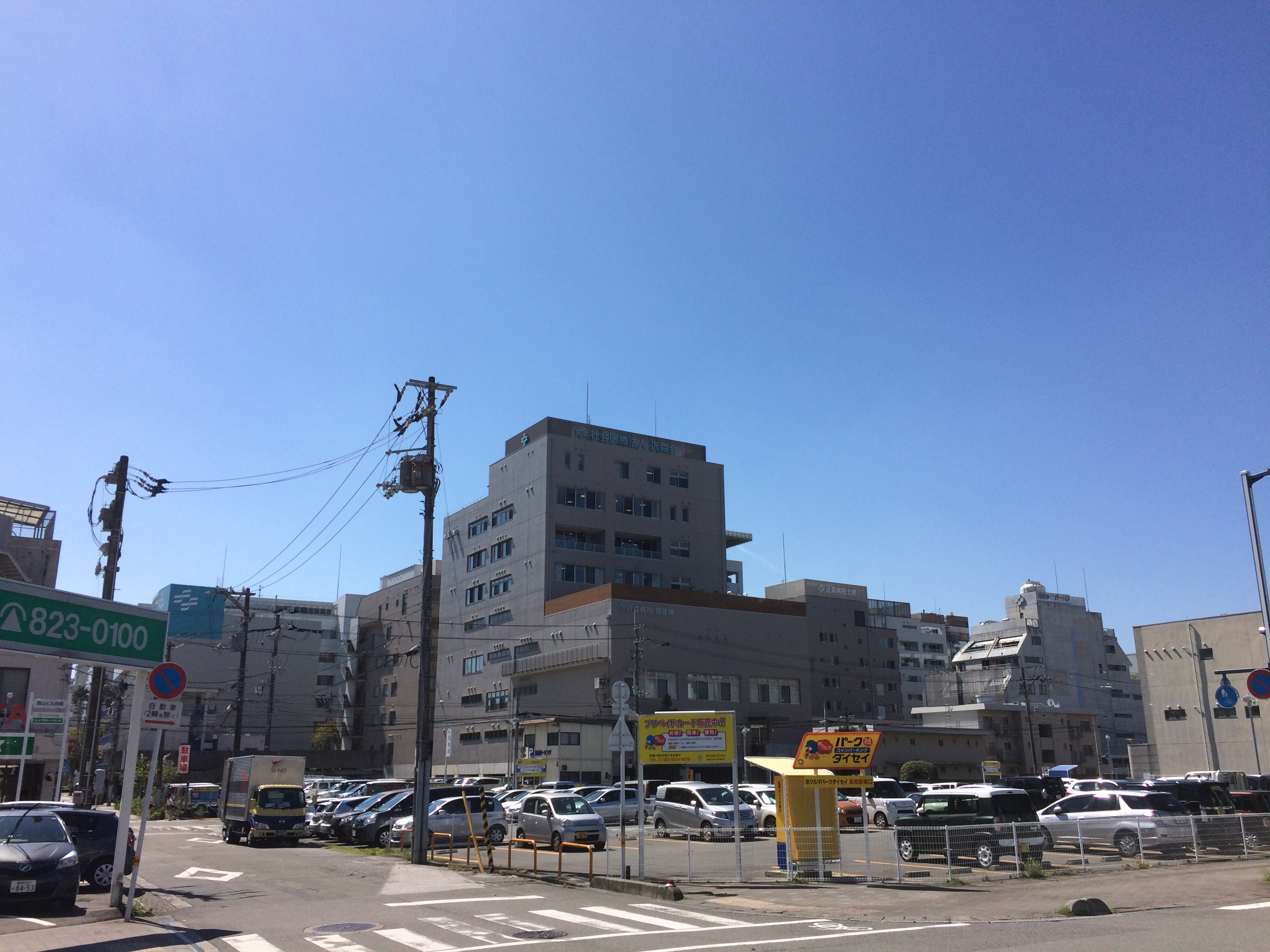
社会医療法人近森会法人本部(右端は高知警察署)

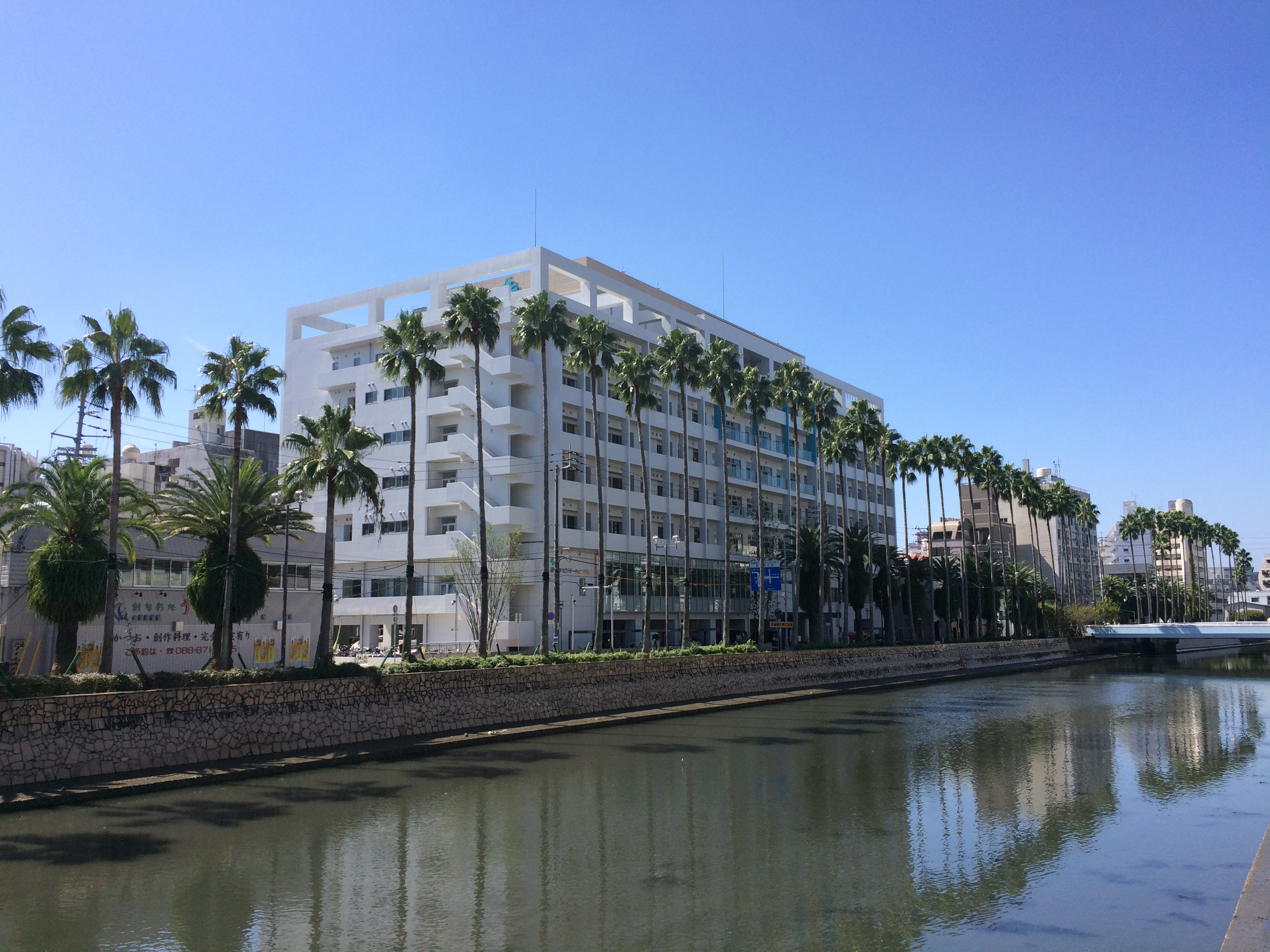
近森リハビリテーション病院

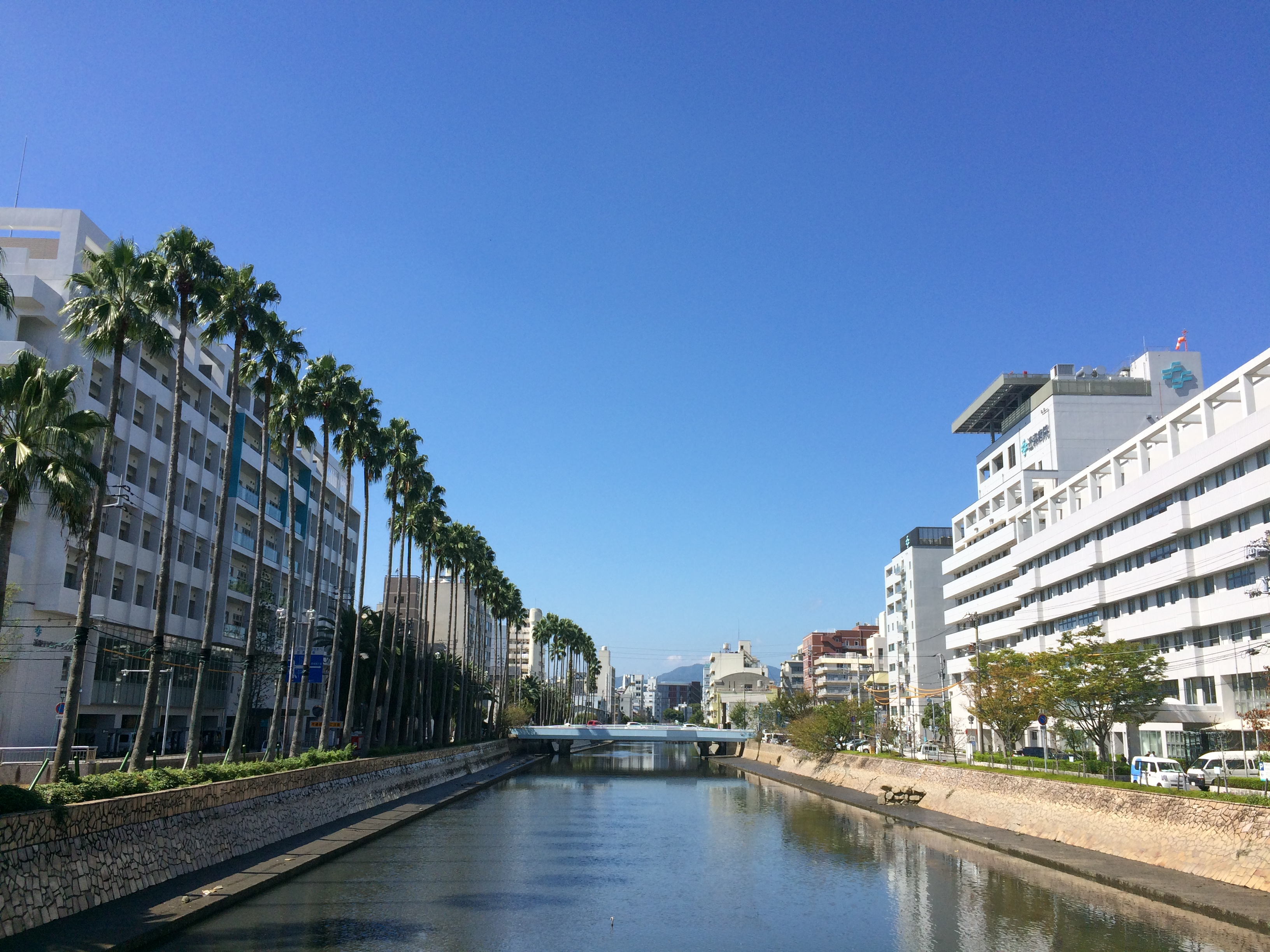
川を挟んで右が近森病院本館、左が近森リハビリテーション病院

- 近森病院附属看護学校

### 医療法人松田会
- 近森オルソリハビリテーション病院(一般44床、療養56床)

### 社会福祉法人ファミーユ高知
- 高知ハビリテーリングセンター

## 医療機関の指定
- 保険医療機関（健康保険法・国民健康保険法）
- 救急告示病院
- 高知県災害拠点病院
- 労災保険指定医療機関
- 指定自立支援医療機関（更生医療）
- 指定自立支援医療機関（育成医療）
- 指定自立支援医療機関（精神通院医療）
- 身体障害者福祉法指定医の配置されている医療機関
- 精神保健及び精神障害者福祉に関する法律（昭和25年法律第123号）に基づく指定病院
- 応急入院指定病院
- 精神保健指定医の配置されている医療機関
- 生活保護法指定医療機関
- 原子爆弾被害者一般疾病医療取扱医療機関
- 地域医療支援病院
- 救命救急センター
- 臨床研修指定病院
- 特定疾患治療研究事業委託医療機関
- DPC対象病院
- 小児慢性特定疾患治療研究事業委託医療機関

## 診療科等
- 内科
- 消化器内科
- 循環器内科
- 腎臓内科
- 呼吸器内科・感染症内科
- 血液内科
- 糖尿病・内分泌代謝内科
- 外科
- 消化器外科
- 整形外科
- 形成外科
- 脳神経外科
- 呼吸器外科
- 心臓血管外科
- 皮膚科
- 泌尿器科
- リウマチ科
- 総合診療科
- リハビリテーション科
- 放射線科
- 麻酔科
- 病理診断科
- 救急科
- 小児外科
- 透析外来・透析室
- 歯科

### 総合心療センター
- 精神科
- 神経内科
- 心療内科
- 痛みのクリニック

## 各部門
- 看護部
- 薬剤部
- 画像診断部
- 臨床検査部
- 臨床栄養部
- 臨床工学部
- リハビリテーション部
- 医療福祉部
- 地域医療連携センター

## 管理部門
- 総務部
- 診療支援部
- 危機管理室

## 交通アクセス
- とさでん交通駅前線高知橋停留場下車
- 高知駅南口徒歩約5分

## 不祥事・医療ミス・医療事故
- 2018年2月8日 - 当院男性院長（41歳）が、男子中学生にみだらな行為をしたとして、県青少年保護育成条例違反の疑いで、高知県警に逮捕された[6]。当院は9日、臨時理事会で、院長の懲戒解雇を決定した[7]。